# Амброзин
Амброзин (рос. амброзин, англ. ambrosine, нім. Ambrosin) — бурштиноподібна викопна смола. Зустрічається у фосфатних відкладах поблизу міста Чарлстон у штаті Південна Кароліна, США.
Жовтуватого або буруватого кольору. Утворює маси кулястої форми. Містить багато янтарної кислоти.